# Mirante
Mirante är en kommun i Brasilien.   Den ligger i delstaten Bahia, i den östra delen av landet, 800 km öster om huvudstaden Brasília. Antalet invånare är 10 512. Arean är 928 kvadratkilometer.
Terrängen i Mirante är huvudsakligen kuperad, men västerut är den platt.
Omgivningarna runt Mirante är huvudsakligen savann. Runt Mirante är det glesbefolkat, med 17 invånare per kvadratkilometer.